# Verneuil (Charente)
Verneuil – miejscowość i gmina we Francji, w regionie Nowa Akwitania, w departamencie Charente.
Według danych na rok 1990 gminę zamieszkiwały 102 osoby, a gęstość zaludnienia wynosiła 13 osób/km² (wśród 1467 gmin regionu Poitou-Charentes, Verneuil plasuje się na 888. miejscu pod względem liczby ludności, natomiast pod względem powierzchni na miejscu 948.).